# St. Ludgerus (Schapen)

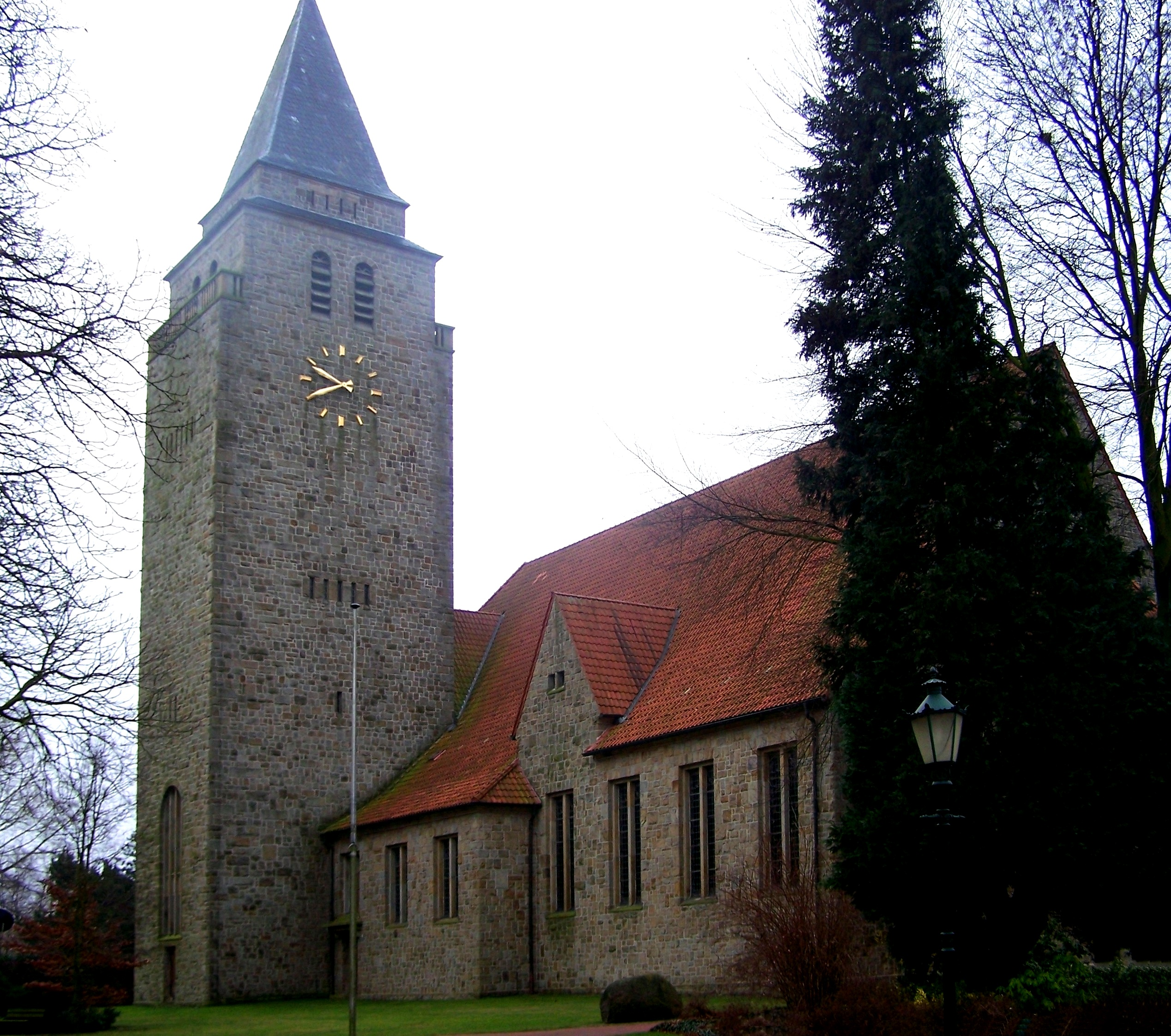
St. Ludgerus (2008)

St. Ludgerus ist die römisch-katholische Kirche in Schapen, Landkreis Emsland in Niedersachsen. Sie gehört zum Bistum Osnabrück im Dekanat Emsland Süd und ist Teil der Pfarreiengemeinschaft Spelle, St. Johannes der Täufer – Lünne, St. Vitus – Schapen, St. Ludgerus und Spelle-Venhaus, St. Vitus.

## Geschichte
Schapen ist im Jahr 890 erstmals urkundlich als Oberhof des Klosters Werden erwähnt. Auf dem Hof gab es bereits eine Kirche, vermutlich mit dem Patrozinium St. Katharina. Im 12. Jahrhundert wurde an ihrer Stelle eine neue Kirche erbaut und unter den Schutz des hl. Ludgerus gestellt; die Namensgebung unterstrich die Bindung an Werden. Diese Kirche, in gotischer Zeit erneuert, wurde im Zuge der Reformation in der Grafschaft Lingen evangelisch-reformiert.
Daraufhin wurde in der Dorfmitte eine katholische „Notkirche“ errichtet, die 1789 durch eine größere Kirche ersetzt wurde. Nachdem diese Kirche baufällig geworden war, wurde in den Jahren 1930 und 1931 die jetzige Kirche nach Plänen des Architektenteams Feldwisch-Drentrup aus Osnabrück gebaut. Die Bauausführung erfolgte durch die Baufirma Weinrich aus Münster. Die Weihe vollzog Bischof Wilhelm Berning am 13. Juni 1933.
1985/86 fanden umfangreiche Renovierungen statt.

## Architektur
Von einer schönen Grünanlage umgeben liegt die geostete imposante dreischiffige Hallenkirche in neobarockem Stil aus Ibbenbürener Sandstein zwischen der Grundschule und dem Altenpflegeheim. Die Kirche hat einen nach Nordosten versetzten quadratischen hohen Turm mit einer Pyramidenspitze und ein großflächiges hohes Satteldach mit Giebelgauben und einem Dachreiter im westlichen Teil.
Die Ludgerus-Kirche ist im Innern 47 m lang und im hinteren Bereich 20 m breit. Die Größe des Kirchenraumes ist durch das breite Schiff und die beiden Nischenreihen geprägt. Das 11,40 m hohe Tonnengewölbe aus Eisenbeton wird von Wandpfeilern getragen, die durch Halbbögen miteinander verbunden sind. Die Seitenschiffe sind abgesehen von den Nischen sehr schmal.
Im Chorraum befindet sich ein Triumphbogen mit der Inschrift „Christus gestern – Christus heute – Christus in Ewigkeit“ (Hebr 13,8 ).
Wenn man die Kirche über den mittleren Eingang der Vorhalle betritt, gelangt man hinten rechts in einer Nische zur kleinen Marienkapelle mit einem Ikonenbild von der immerwährenden Hilfe. Die Ikone ist eine Nachbildung des Originals aus der Kirche San Alfonso in Rom.
Die rechteckigen Buntglasfenster in heller Gelbtönung sind mit Girlanden im Randteil als Schmuckelement versehen. Sie sorgen für ausreichendes Licht in der großen Kirche.

## Ausstattung

### Hochaltar
Der fast 8 m hohe Hochaltar ist nach dem Vorbild des Barockaltars der Franziskanerkirche in Warendorf von Schreinermeister Engelland zwischen 1750 und 1780 erbaut worden. Über drei Holzstufen erhebt sich die Predella. Sie ist einem altchristlichen Märtyrerschrein nachempfunden und von einer Lorbeergirlande umgeben. Das Medaillon in der Mitte zeigt die Buchstaben IHS (im „Volksmund Jesus, Heiland, Seligmacher“). Es folgt der Tabernakelaufsatz mit den seitlichen Reliquienfächern und Stufen für die Kerzenleuchter.
Auf dem Tabernakeldach befindet sich die Figur des Pelikans, des Symbols für die Liebe Gottes. Oberhalb befinden sich Christus am Kreuz mit Maria und Johannes. Den oberen Abschluss bildet ein Himmelsbaldachin mit Gottvater in einer Wolke und unter ihm die Taube als Erkennungszeichen für den Hl. Geist. In den Seitenteilen des Hochaltars befinden sich Türen mit Lorbeerrosetten und ein Figurenaufsatz.
Im vorderen Teil des Chorraums stehen zwei barocke Seitenaltäre. Auf der linken Seite steht der Marienaltar mit einer Gottesmutterstatue im Strahlenkranz und über ihr eine Wolkengloriole mit der Figur des Hl. Geistes in Gestalt einer Taube. Davor hat der Taufbrunnen aus Ibbenbürener Sandstein seinen neuen Platz gefunden. Der rechte Herz-Jesu-Altar zeigt über der Herz-Jesu-Statue das Lamm Gottes, das auf dem Buch mit den sieben Siegeln (Offenb 5,1) liegt.

### Volksaltar
Ende der 1960er Jahre wurde ein neuer Volksaltar mit barocken Elementen angeschafft. In den Ambo und in die Kredenz sowie in das Chorgestühl wurden die mit großen Lorbeer-Rosetten versehenen Elemente der ehemaligen Kommunionbank eingearbeitet.

### Statuen
Die Kirche ist mit einer Reihe von Statuen ausgestattet. Die kleine Figur des hl. Ludger auf einer Barockkonsole im Altarraum rechts stammt aus dem 16. Jahrhundert. Als Gegenstück dazu steht ebenfalls auf einer solchen Konsole eine St.-Wiho-Statue aus dem Jahr 1990.
Auf der rechten Seite vor der Sakristeiwand steht in einer Nische die Figur des hl. Antonius von Padua mit dem Jesuskind. Eine weitere große Ludgerusfigur aus Keramik aus dem 19. Jahrhundert steht an der Schlusswand des linken Seitenschiffs in einer Nische. Ganz in der Nähe befindet sich die Darstellung der schmerzhaften Gottesmutter in einer Nische des linken Seitenschiffs. Diese Skulptur ist aus Holz geschnitzt und einer Pietà im Dom zu Münster nachempfunden.
Hinten in der Kirche an der Rückwand des linken Seitenschiffs ist die lebensgroße Figur des hl. Judas Thaddäus zu sehen, gegenüber die Figur des hl. Josef.
Der Kreuzweg an den Seitenwänden aus dem Jahr 1987 ist im barocken Stil mit abgetönten Farben gefertigt.

### Kanzel
Die nicht mehr für Predigten genutzte Kanzel im rechten vorderen Teil des Hauptschiffes enthält Elemente des Régence-Stils. Auf dem Schalldeckel steht die Figur des hl. Aloisius.

## Orgel
Die gewölbte Orgelempore ragt 2,50 m in das Kircheninnere hinein. Die Empore trägt die vergoldete Inschrift „Lobet den Herrn alle Völker“.
Die 1964 vom Orgelbaumeister Kemper aus Lübeck gebaute Orgel wurde von der Osnabrücker Orgelbaufirma Kreienbrink restauriert. Sie verfügt über 25 klingende Register, die auf zwei Manualen und Pedal verteilt sind, rund 4300 Pfeifen, Schleifladen und eine mechanische Traktur.
Die Disposition lautet:
| I Hauptwerk C–g3 |       |
| Pommer           | 16′   |
| Praestant        | 8′    |
| Rohrflöte        | 8′    |
| Octave           | 4′    |
| Gedacktflöte     | 4′    |
| Gemsquinte       | 2 ⁄3′ |
| Flageolett       | 2′    |
| Mixtur IV–VI     | 2′    |
| Trompete         | 8′    |

| II Brustwerk C–g3 |       |
| Gedackt           | 8′    |
| Principal         | 4′    |
| Spitzflöte        | 4′    |
| Qctave            | 2′    |
| Quinte            | 1 ⁄3′ |
| Sifflöte          | 1′    |
| Sesquialtera II   | 2 ⁄3′ |
| Scharff III       | 1′    |
| Krummhorn         | 8′    |
| Tremulant         |       |

| Pedal C–f1     |     |
| Subbass        | 16′ |
| Offenbass      | 8′  |
| Quintade       | 8′  |
| Offenbass      | 8′  |
| Choralbass     | 4′  |
| Bauernflöte    | 2′  |
| Rauschbass IV  |     |
| Stille Posaune | 16′ |

- Koppeln: II/I, I/P, II/P

## Glocken
Das Geläut bestand aus vier Bronzeglocken mit den Schlagtönen c’, es’, f’, g’. Die Glocken mussten 1942 für Kriegszwecke abgegeben werden. 1949 wurde das fehlende Bronzegeläut durch vier Stahlglocken in den gleichen Schlagtönen aus der Glockengießerei des Bochumer Vereins ersetzt.